# Brixton Black Women's Group
Le Brixton Black Women's Group (BWG) était une organisation pour les femmes noires de Brixton. L'un des premiers groupes de femmes noires au Royaume-Uni, le BWG a existé de 1973 à 1985. Groupe féministe socialiste, il visait à sensibiliser et à organiser les femmes afro-descendantes autour de problèmes les affectant spécifiquement.
Plusieurs des membres fondatrices du groupe, tels que Beverley Bryan, Olive Morris et Liz Obi (en), avaient auparavant été actives dans les Black Panthers britanniques. Pendant ses deux premières années, le groupe n'avait pas d'espace de réunion dédié et se réunissait au domicile des membres. Plus tard, avec le Mary Seacole Craft Group, le BWG a créé la Mary Seacole House, rebaptisée Black Women's Center en 1979. Le BWG a également publié un bulletin d'information, Speak Out .